# Masahiro Fukuda
Masahiro Fukuda (福田 正博 Fukuda Masahiro?,  nacido el 27 de diciembre de 1966 en Yokohama, Kanagawa) es un exfutbolista japonés. Jugaba de delantero y su último club fue el Urawa Red Diamonds de Japón.

## Trayectoria

### Clubes
| Club                                                               | País  | Año                     |
| ------------------------------------------------------------------ | ----- | ----------------------- |
| Mitsubishi Heavy Industries / Mitsubishi Motors Urawa Red Diamonds | Japón | 1989 - 1992 1992 - 2002 |

### Selección nacional
| Selección | País  | Año         |
| --------- | ----- | ----------- |
| Absoluta  | Japón | 1990 - 1995 |

## Estadísticas

### Clubes
| Mitsubishi Motors Japón |               |               |     |     |    |    |    |     |     |     |      |      |
| 2.ª | 1989-90       | 26            | 36  | —   | 1  | 0  | —  | 27  | 36  | 0   | 1,33 |      |
| 1.ª | 1990-91       | 18            | 7   | —   | 2  | 0  | —  | 20  | 7   | 0   | 0,35 |      |
| 1.ª | 1991-92       | 15            | 7   | —   | 3  | 2  | —  | 18  | 9   | 0   | 0,50 |      |
| Total club | Total club    | 59            | 50  | 0   | 6  | 2  | 0  | 65  | 52  | 0   | 0,80 |      |
| Urawa Red Diamonds Japón |               |               |     |     |    |    |    |     |     |     |      |      |
| 1.ª | 1992          | —             | —   | —   | 13 | 6  | —  | 13  | 6   | 0   | 0,46 |      |
| 1.ª | 1993          | 27            | 4   | —   | 2  | 3  | —  | 29  | 7   | 0   | 0,24 |      |
| 1.ª | 1994          | 25            | 6   | —   | 3  | 2  | —  | 28  | 8   | 0   | 0,29 |      |
| 1.ª | 1995          | 50            | 32  | —   | 3  | 2  | —  | 53  | 34  | 0   | 0,64 |      |
| 1.ª | 1996          | 4             | 3   | —   | 7  | 4  | —  | 11  | 7   | 0   | 0,64 |      |
| 1.ª | 1997          | 29            | 21  | —   | 8  | 4  | —  | 37  | 25  | 0   | 0,68 |      |
| 1.ª | 1998          | 17            | 7   | —   | 3  | 4  | —  | 20  | 11  | 0   | 0,55 |      |
| 1.ª | 1999          | 23            | 13  | —   | 6  | 1  | —  | 29  | 14  | 0   | 0,48 |      |
| 2.ª | 2000          | 12            | 2   | —   | 0  | 0  | 0  | 12  | 2   | 0   | 0,17 |      |
| 1.ª | 2001          | 14            | 2   | —   | 7  | 0  | —  | 21  | 2   | 0   | 0,10 |      |
| 1.ª | 2002          | 27            | 3   | —   | 10 | 1  | —  | 37  | 4   | 0   | 0,11 |      |
| Total club | Total club    | 228           | 93  | 0   | 62 | 27 | 0  | 290 | 120 | 0   | 0,41 |      |
| Total carrera | Total carrera | Total carrera | 287 | 143 | 0  | 68 | 29 | 0   | 355 | 172 | 0    | 0,48 |
| (1) Incluye datos de Copa del Emperador (1989-2002), Copa Japan Soccer League (1989-1991) y Copa J. League (1992-2002). (2) No incluye goles en partidos amistosos. |               |               |     |     |    |    |    |     |     |     |      |      |

### Participaciones en Juegos Asiáticos
| Juegos Asiáticos         | Sede  | Resultado        |
| ------------------------ | ----- | ---------------- |
| Juegos Asiáticos de 1990 | Pekín | Cuartos de final |

### Participaciones en Copa Asiática
| Copa               | Sede  | Resultado | Partidos | Goles |
| ------------------ | ----- | --------- | -------- | ----- |
| Copa Asiática 1992 | Japón | Campeón   | 4        | 1     |

### Participaciones en Copa Confederaciones
| Copa                      | Sede           | Resultado      | Partidos | Goles |
| ------------------------- | -------------- | -------------- | -------- | ----- |
| Copa Confederaciones 1995 | Arabia Saudita | Fase de grupos | 2        | 0     |

### Selección nacional
| Selección | Temporada     | Asia(A) | Asia(A) | Asia(A) | Mundiales(B) | Mundiales(B) | Mundiales(B) | Amistosos | Amistosos | Amistosos | Total | Total | Total  | Media goleadora |
| Selección | Temporada     | Part.   | Goles   | Asist.  | Part.        | Goles        | Asist.       | Part.     | Goles     | Asist.    | Part. | Goles | Asist. | Media goleadora |
| --- | ------------- | ------- | ------- | ------- | ------------ | ------------ | ------------ | --------- | --------- | --------- | ----- | ----- | ------ | --------------- |
| Absoluta Japón |               |         |         |         |              |              |              |           |           |           |       |       |        |                 |
| 1990 | 2             | 0       | —       | —       | —            | —            | 3            | 0         | —         | 5         | 0     | 0     | 0,00   |                 |
| 1991 | —             | —       | —       | —       | —            | —            | 2            | 0         | —         | 2         | 0     | 0     | 0,00   |                 |
| 1992 | 4             | 1       | —       | —       | —            | —            | 4            | 2         | —         | 8         | 3     | 0     | 0,38   |                 |
| 1993 | 1             | 0       | —       | 12      | 3            | —            | 2            | 0         | —         | 15        | 3     | 0     | 0,20   |                 |
| 1995 | —             | —       | —       | 2       | 0            | —            | 13           | 3         | —         | 15        | 3     | 0     | 0,20   |                 |
| Total | 7             | 1       | 0       | 14      | 3            | 0            | 24           | 5         | 0         | 45        | 9     | 0     | 0,20   |                 |
| Total carrera | Total carrera | 7       | 1       | 0       | 14           | 3            | 0            | 24        | 5         | 0         | 45    | 9     | 0      | 0,20            |
| (A) Incluye datos de fases de clasificación para campeonatos asiáticos. (B) Incluye datos de fases de clasificación para campeonatos mundiales. |               |         |         |         |              |              |              |           |           |           |       |       |        |                 |

### Goles internacionales
| No | Fecha                  | Sede                                   | Oponente        | Gol | Resultado   | Competición                                          |
| -- | ---------------------- | -------------------------------------- | --------------- | --- | ----------- | ---------------------------------------------------- |
| 1. | 24 de agosto de 1992   | Pekín, China                           | China           | 1–0 | 2–0         | Copa Dinastía 1992                                   |
| 2. | 26 de agosto de 1992   | Pekín, China                           | Corea del Norte | 1–1 | 4–1         | Copa Dinastía 1992                                   |
| 3. | 6 de noviembre de 1992 | Estadio de Hiroshima, Hiroshima, Japón | China           | 1–1 | 3–2         | Copa Asiática 1992                                   |
| 4. | 11 de abril de 1993    | Estadio Nacional, Tokio, Japón         | Bangladés       | 7–0 | 8–0         | Eliminatorias para la Copa Mundial de Fútbol de 1994 |
| 5. | 11 de abril de 1993    | Estadio Nacional, Tokio, Japón         | Bangladés       | 8–0 | 8–0         | Eliminatorias para la Copa Mundial de Fútbol de 1994 |
| 6. | 30 de abril de 1993    | Dubái, Emiratos Árabes Unidos          | Bangladés       | 1–0 | 4–1         | Eliminatorias para la Copa Mundial de Fútbol de 1994 |
| 7. | 26 de febrero de 1995  | Hong Kong                              | Corea del Sur   | 1–0 | 2–2 (5–3 p) | Copa Dinastía 1995                                   |
| 8. | 6 de agosto de 1995    | Estadio Nishikyogoku, Kioto, Japón     | Costa Rica      | 2–0 | 3–0         | Amistoso internacional                               |
| 9. | 9 de agosto de 1995    | Estadio Nacional, Tokio, Japón         | Brasil          | 1–2 | 1–5         | Sun Sparc Cup                                        |

### Resumen estadístico
|                    | Partidos | Goles | Promedio |
| ------------------ | -------- | ----- | -------- |
| Liga               | 287      | 143   | 0,50     |
| Copas nacionales   | 68       | 29    | 0,43     |
| Selección de Japón | 45       | 9     | 0,20     |
| Total              | 400      | 181   | 0,45     |

## Palmarés

### Títulos nacionales
| Título         | Club                        | País  | Año  |
| -------------- | --------------------------- | ----- | ---- |
| JSL Division 2 | Mitsubishi Heavy Industries | Japón | 1990 |

### Títulos internacionales
| Título        | Club (*) | Sede      | Año  |
| ------------- | -------- | --------- | ---- |
| Copa Asiática | Japón    | Hiroshima | 1992 |

(*) Incluyendo la selección

### Distinciones individuales
| Distinción                           | Año  |
| ------------------------------------ | ---- |
| Máximo goleador de la JSL Division 2 | 1990 |
| Máximo goleador de la J. League      | 1995 |
| J. League Best XI                    | 1995 |
| Mejor Jugador de noviembre de la AFC | 1995 |
| Premio al Logro                      | 2003 |